# 화양초등학교 (충남)
화양초등학교는 대한민국 충청남도 서천군 화양면 봉명리에 있는 공립 초등학교이다.

## 학교 연혁
- 1922년 11월 10일 설립인가
- 1923년 4월 1일 화양공립보통학교 개교
- 1938년 4월 1일 교명 변경[1] (화양공립심상소학교)
- 1941년 4월 1일 교명 변경[2] (화양공립국민학교)
- 1989년 3월 1일 금호분교장 편입
- 1993년 3월 1일 금호분교장 병합
- 1996년 3월 1일 화양초등학교 교명 변경[3]
- 2007년 3월 1일 금성초등학교 병합
- 2020년 2월 7일 제95회 졸업식(누계 7841명)
- 2020년 3월 1일 초등학교 7학급(29명), 유치원 1학급(3명) 편성

## 참고 자료
- 화양초등학교 - 한국교육학술정보원 학교알리미